# Shawne Merriman
Shawne DeAndre Merriman (* 25. Mai 1984 in Washington, D.C.) ist ein ehemaliger US-amerikanischer American-Football-Spieler auf der Position des Outside Linebackers. Er spielte für die San Diego Chargers und die Buffalo Bills in der National Football League (NFL). Sein Spitzname ist Lights Out.

## College
Merriman spielte für die University of Maryland und wurde im NFL Draft 2005 von den San Diego Chargers in der ersten Runde als zwölfter Stelle ausgewählt. Dieses Draftrecht gehörte eigentlich den New York Giants, doch diese hatten das Recht im Jahr zuvor an die San Diego Chargers getauscht um Eli Manning zu verpflichten, der sich weigerte für San Diego zu spielen. Die New York Giants tauschten ihre Erstrunden-Picks der Jahre 2004 (4. Stelle) und 2005 (12. Stelle) und die Chargers konnten sich dadurch mit Quarterback Philip Rivers und Shawne Merriman verstärken.

## NFL
In seiner Rookie-Saison, in welcher er zum NFL Rookie of the Year gewählt wurde, verzeichnete er 57 Tackles und zehn Sacks, des Weiteren wurde er gleich in seinem ersten Jahr in den Pro Bowl gewählt. Zu Beginn der Saison 2006 wurde er positiv auf Steroide getestet und musste eine Dopingsperre von vier Spielen absitzen. Trotz dieses Ausfalls kam er am Ende der Saison auf 62 Tackles und 17 Sacks, welche die meisten in der NFL waren. Die Regular Season 2007 schloss er mit 68 Tackles und 12,5 Sacks ab. In der Saison 2007 stand er mit den Chargers in den Play-offs, welche in der 1. Runde die Tennessee Titans mit 17:6 besiegten. Aufgrund einer Niederlage im AFC Championship Game gegen die New England Patriots konnten sie nicht in den Super Bowl XLII einziehen.
Im ersten Spiel der NFL-Saison 2008 zog er sich einen Kreuzbandriss zu und verpasste daraufhin die restliche Saison. Sein Comeback in der Saison 2009 war von vielen kleineren Verletzungen geplagt und so konnte er nie an seine Leistungen vor dem Kreuzbandriss anschließen und verbuchte nur vier Sacks. Auch seine letzte Saison bei den Chargers verlief nicht viel besser, nach einem Holdout, wodurch er sich einen besser dotierten Vertrag erhoffte, wurde er erneut durch Verletzungen zurückgeworfen und war bei den Chargers nur noch Ergänzungsspieler.
Die Chargers entließen Merriman während der Saison am 3. November 2010 und er wurde am folgenden Tag von den Buffalo Bills verpflichtet.
Am 10. März 2013 gab er seinen Rückzug aus der NFL auf seiner Webseite bekannt.